# Echium strictum
Echium strictum L.f., conocido como tajinaste chico o tajinaste rosado, es una especie de planta arbustiva perenne perteneciente a la familia Boraginaceae originaria de la Macaronesia.

## Descripción

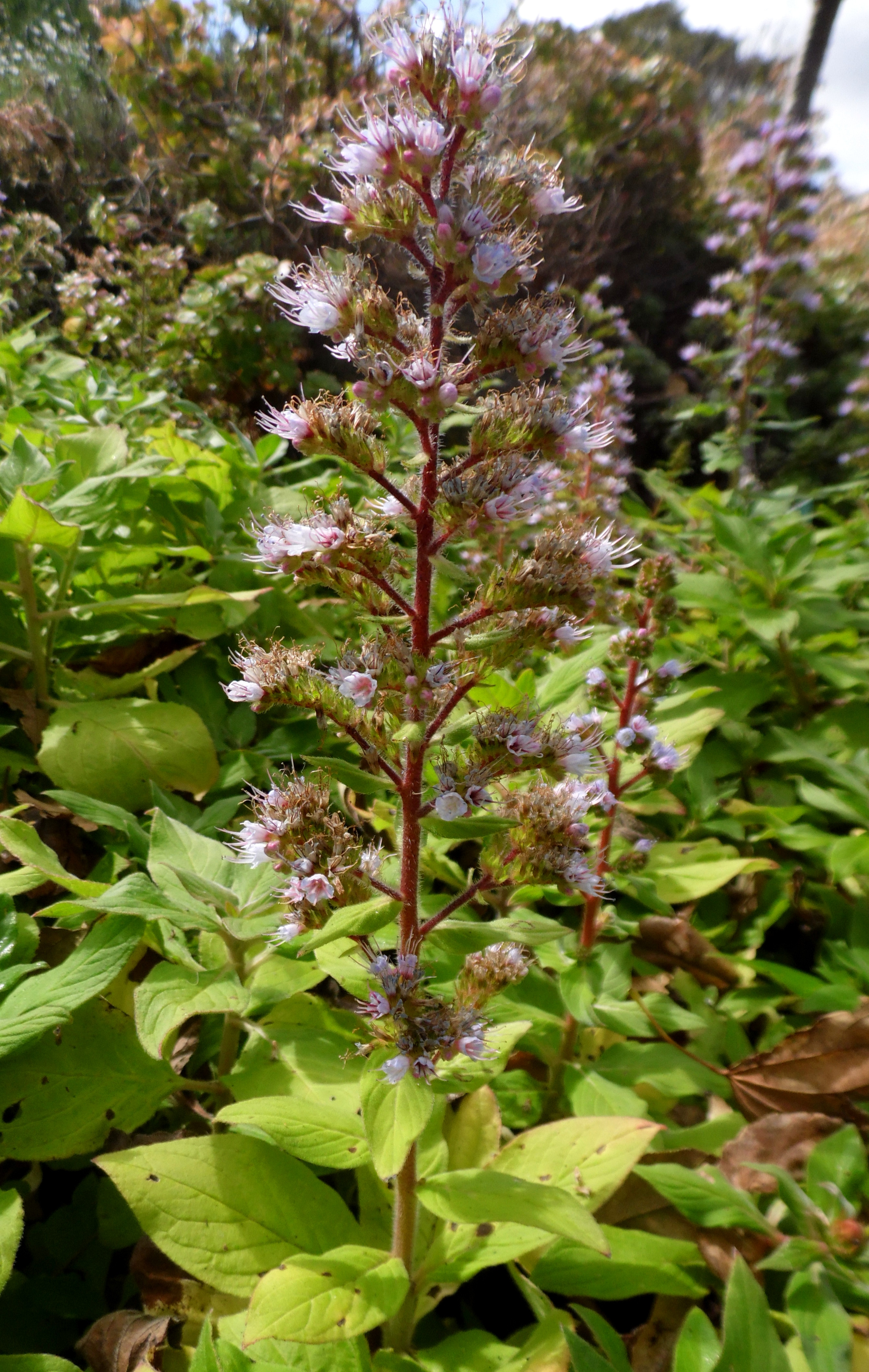
Detalle de la inflorescencia.

Son arbustos ramificados y con varias inflorescencias laxas, con flores con corola rosada o azul pálido. Las hojas son híspidas, lanceoladas u ovadas.

## Distribución y hábitat
Echium strictum es un endemismo de las islas de El Hierro, La Palma, La Gomera, Tenerife y Gran Canaria, en las islas Canarias ―España―.
Se han descrito tres subespecies:
- E. strictum strictum, presente en todas las islas citadas;[3]
- E. strictum exasperatum (Webb ex Coincy) Bramwell endémica de Tenerife;[4]
- E. strictum gomerae (Pit.) Bramwell de La Gomera.[5]

## Taxonomía
Echium strictum fue descrita por Carlos Linneo el Joven y publicada en Supplementum Plantarum en 1782.
Por su parte, la subespecie exasperatum fue descrita por David Bramwell en Botaniska Notiser y en Lagascalia en 1972, y la subsp. gomerae por el mismo autor sobre la base de la descripción de Charles-Joseph Marie Pitard-Briau de 1908, quien le había dado el nombre de Echium lineatum var. gomerae.
Citología
Número de cromosomas de Echium strictum y taxones infraespecíficos: 2n=16.
Etimología
Echium: nombre genérico que deriva del griego echion, derivado de echis que significa víbora, por la forma triangular de las semillas que recuerda vagamente a la cabeza de una víbora.
strictum: epíteto latino que puede significar denso, tieso, tirante, apretado y hasta reducido, aludiendo un crecimiento compacto o inflorescencias densas.
Sinonimia
La especie cuenta con diversos sinónimos:
- Echium ambiguum DC.
- Echium fastuosum Salisb.
- Echium fastuosum J.Jacq.
- Echium foliosum Lehm.
- Echium lasiophyllum Link
- Echium lineatum J.Jacq.
- Echium lineolatum Webb & Berthel.
- Echium molle Poir.

La subespecie exasperatum también tiene como sinónimo Echium exasperatum Webb ex Coincy; y la subsp. gomerae el de Echium lineatum var. gomerae Pit.

## Nombres comunes
Se conoce como tajinaste chico o rosado.